# За законами вовків (телесеріал)
«За законами вовків» (англ. Animal Kingdom, букв. «Царство тварин») — американський драматичний телесеріал, створений Джонатаном Ліско. Він заснований на однойменному австралійському фільмі 2010 року, створеному Девідом Мішодом, виконавчим продюсером серіалу, разом із Ліз Воттс, яка також продюсувала фільм, про злочинну сім'ю Петтінгілл.
Прем'єра «За законами вовків» відбулася на TNT 14 червня 2016 року, перший сезон складався з 10 епізодів. Починаючи з другого сезону, кожен наступний сезон складався з 13 епізодів. Прем'єра другого сезону відбулася 30 травня 2017 року. Прем'єра третього сезону відбулася 29 травня 2018 року. Прем'єра четвертого сезону відбулася 28 травня 2019 року. Прем'єра п'ятого сезону відбулася 11 липня 2021 року. Прем'єра шостого й останнього сезону відбулася 19 червня 2022 року. Серіал закінчився 28 серпня 2022 року після шести сезонів із 75 епізодами. Це був передостанній оригінальний серіал за сценарієм, який вийшов на TNT до того, як виробництво оригінальних програм було припинено.

## Сюжет
У центрі серіалу — 17-річний Джошуа «Джей» Коді, який після смерті матері переїжджає до своїх відчужених родичів Коді, які керують злочинною сімейною компанією в Оушенсайді, штат Каліфорнія, на чолі з шановним матріархом Джанін «Смурф» Коді.
Коді беруть участь у численних злочинних діях і здійснюють різноманітні крадіжки, щоб заробити гроші. Цю роботу виконують дядьки Джея: Баррі «Баз» Блеквелл, прийомний син Смурфа, який керує справою, Ендрю «Папа» Коді, найстарший і найнебезпечніший із синів Смурфа, Крейг Коді, міцний і безстрашний середній син і Деран Коді, проблемний і підозрілий молодший син. Серед партнерів родини Коді — Кетрін Белен, подруга База та мати їхньої доньки Лени, Нікі Белмонт, подруга Джея та його однокласниця, Люсі, коханка База з Мексики, та Міа Бенітез, молода учасниця банди.
У 1977, 1984, 1992 та 1999 роках також зображена молодша Смурф, яка є членом команди кар'єрних злочинців під час створення свого майбутнього злочинного підприємства. Серед членів її екіпажу Джейк Данмор, її хлопець, який знову/знову не вийде, Менні, лідер її команди, а пізніше її власні діти, підлітки Ендрю та Баз та її єдина донька Джулія Коді.

## Актори та персонажі
- Еллен Баркін — Джанін «Смурф» Коді, сувора матріархиня сім'ї Коді та відчужена бабуся Джея, яка керує поважним злочинним підприємством в Оушенсайді, штат Каліфорнія. Вона дуже захищає свою сім'ю і виявляє це на межі інцестуальної любові. (1-4 сезони)
  - Смурф також зображується Рімею Каспрзак під час спогадів у 1966 році (гостьовий сезон 1) і Лейлою Джордж під час спогадів у 1977, 1984, 1992 та 1999 роках як члена команди безжальних кар'єрних злочинців, які розвивають свої злочинні навички, виховуючи молоду сім'ю. (сезони 5–6; повторювана сезон 4)
- Скотт Спідмен у ролі Баррі «Баз» Блеквелла, прийомного сина Смурфа, який є лідером у пограбуваннях родини Коді, але починає сумніватися, як Смурф керує їхньою роботою. (сезони 1–3; гостьова сезон 6)
  - База також зображує Рів Бейкер під час спогадів у 1984 році (гостьова сезон 5) і Даррен Манн під час спогадів у 1992 та 1999 роках. (повторювана сезон 6)
- Шон Гатосі у ролі Ендрю «Поуп» Коді, старшого сина Коді, який більшу частину свого життя страждає від психічних захворювань й ОКР і навіть думає про самогубство. Просидівши три роки у Фолсомській в'язниці за невдале пограбування банку, він повертається до родини Коді.
  - Поупа також зображує Г'юстон Тоу під час спогадів у 1984 році (повторювана сезон 5) і Кевін Чолак під час спогадів у 1992 та 1999 роках. (повторювана сезон 6)
- Бен Робсон у ролі Крейга Коді, середнього сина Коді, який має пристрасть до наркотиків і надзвичайно ризикованої діяльності. Часто непередбачуваний і менш надійний, ніж його брати, він знаходить задоволення від злочинного способу життя та влаштовування вечірок. Він також перебуває в стосунках знову/знову зі своєю дівчиною, торговкою наркотиками Рен Рендалл.
  - Крейга також зображує Оз Калван під час спогадів у 1992 році (повторювана сезон 6) і Джек Майкл Доук під час спогадів у 1999 році. (Гостьова сезон 6)
- Джейк Вірі у ролі Дерана Коді, молодшого сина Коді та колишнього серфінгіста, який не такий безжальний, як його старші брати. Він намагається дистанціюватися від злочинної діяльності родини Коді та перебуває у складних гомосексуальних стосунках зі своїм хлопцем, колегою по серфінгу Адріаном Доланом.
  - Дерана також зображує Сайрус Бломберг під час спогадів у 1992 році (повторювана сезон 6) і Декстер Гоберт під час спогадів у 1999 році. (гостьова сезон 6)
- Фін Коул у ролі Джошуа «Джей» Коді, онука Смурф, який переїжджає до неї та своїх дядьків у сімейний маєток Коді після смерті його матері, Джулії Коді, яка була єдиною дочкою Смурфа та сестрою-близнюком Поупа. Він повинен швидко адаптуватися до кримінального способу життя своєї сім'ї, і він єдиний, хто кине виклик Смурф.
- Даніелла Алонсо — Кетрін Белен, дівчина База та мати їхньої доньки Ліни Блеквелл. У минулому Поуп також мав нав'язливе захоплення нею. (сезон 1)
- Моллі Гордон у ролі Нікі Белмонт, подруги Джея та однокласниці, яка зближується з Коді. (1-3 сезони)
- Кароліна Герра — Люсі, коханка База з Мексики, з якою у нього постійний роман. Вона також є головою мексиканської банди разом зі своїм братом Марко. (сезони 2–3; повторюваний сезон 1)
- Сохві Родрігес у ролі Мії Бенітез, жорсткої молодої жінки, яка виросла в банді, очолюваній її дуже грубим двоюрідним братом Пітом Трухільйо. (сезон 4; повторювана сезон 3)
- Джон Біверс у ролі Джейка Данмора, члена команди безжалісних кар'єрних злочинців Смурф з 1977 до 1984 роки та її періодичного хлопця. (сезон 5; повторювана сезон 4)
  - Джейка також зображує Джек Конлі у наші дні, нині батько Крейга. (гостьова сезони 1, 4; повторювана сезон 2)
- Ріго Санчес у ролі Менні, лідера команди безжальних кар'єрних злочинців Смурф з 1977 до 1984 рік. Він також ненадовго з'явився у 2 сезоні «Сьогодні», його роль зіграв не вказаний актор. (сезон 5; повторювана сезон 4)

## Епізоди
| Сезон | К-ть епізодів | Вихід в етер   | Вихід в етер    |
| ----- | ------------- | -------------- | --------------- |
| Сезон | К-ть епізодів | Дата виходу    | Дата закінчення |
| 1     | 10            | 14 червня 2016 | 9 серпня 2016   |
| 2     | 13            | 30 травня 2017 | 29 серпня 2017  |
| 3     | 13            | 29 травня 2018 | 21 серпня 2018  |
| 4     | 13            | 28 травня 2019 | 20 серпня 2019  |
| 5     | 13            | 11 липня 2021  | 3 жовтня 2021   |
| 6     | 13            | 19 червня 2022 | 28 серпня 2022  |

## Виробництво
TNT замовив пілот «За законами вовків» у травні 2015 року; Баркін і Спідмен першими отримали ролі у липні 2015 року матріарха Смурф і її прийомного сина База відповідно. У серпні до них приєднались Коул та Вірі як Джея та Деран, а Гатосі та Робсона незабаром обрали як брати Коді Поуп і Крейг. Пізніше оголосили Алонсо дружиною База Кетрін, а Моллі Гордон — дівчиною Дж Нікі.
Проєктзамовили на 10 серій у грудні 2015 року. Серіал дебютував 14 червня 2016 року, а 6 липня 2016 року TNT продовжив його до другого сезону на 13 серій. 27 липня TNT оголосив, що продовжить «За законами вовків» на третій сезон, прем'єра якого відбулася 29 травня 2018 року. Прем'єра 3 сезону вийшла в ефір після гри на TNT, починаючи з 12:30/11:30 за день до прем'єри. 2 липня 2018 року TNT продовжив серіал на четвертий сезон. Виробництво четвертого сезону почалося 10 січня 2019 року. Прем'єра четвертого сезону відбулася 28 травня 2019 року.
24 липня 2019 року TNT продовжив серіал на п'ятий сезон. 16 березня 2020 року виробництво п'ятого сезону було припинено «до подальшого повідомлення» через глобальну пандемію COVID-19. Виробництво п'ятого сезону було відновлено 7 вересня 2020 року. Зйомки сезону завершилися 11 грудня 2020 року. 14 січня 2021 року, напередодні прем'єри п'ятого сезону, TNT продовжив серіал на шостий і останній сезон. Виробництво останнього сезону почалося 6 березня 2021 року. Зйомки сезону завершилися 12 серпня 2021 року

## Сприймання

### Критичні відгуки
Перший сезон «За законами вовків» отримав позитивні відгуки. На вебсайті агрегаторі відгуків Rotten Tomatoes рейтинг схвалення сезону становить 76 % на основі 33 відгуків. Консенсус такий: «Підкріплений акторською майстерністю Еллен Баркін, „За законами вовків“ — це похмуро інтригуюча, хоча інколи передбачувана, заплутана сімейна драма». На Metacritic серіал отримав 65 балів зі 100 на основі 27 критиків, що вказує на «загалом схвальні відгуки».

### Рейтинги
| Сезон | Час виходу епізоду | К-ть епізодів | Перший показ   | Перший показ         | Останній показ | Останній показ       |
| Сезон | Час виходу епізоду | К-ть епізодів | Дата           | Перегляди(мільйонів) | Дата           | Перегляди(мільйонів) |
| ----- | ------------------ | ------------- | -------------- | -------------------- | -------------- | -------------------- |
| 1     | Вівторок, 21:00    | 10            | 14 червня 2016 | 1.31                 | 9 серпня 2016  | 1.51                 |
| 2     | Вівторок, 21:00    | 13            | 30 травня 2017 | 1.19                 | 29 серпня 2017 | 1.41                 |
| 3     | Вівторок, 21:00    | 13            | 29 травня 2018 | 1.61                 | 21 серпня 2018 | 1.37                 |
| 4     | Вівторок, 21:00    | 13            | 28 травня 2019 | 1.35                 | 20 серпня 2019 | 1.39                 |
| 5     | Неділя, 21:00      | 13            | 11 липня 2021  | 0.76                 | 3 жовтня 2021  | 0.68                 |
| 6     | Неділя, 21:00      | 13            | 19 червня 2022 | 0.47                 | 28 серпня 2022 | 0.90                 |

### Відзнаки
| рік      | Нагорода        | Категорія                           | Одержувач(и) та номінант(и) | Результат | Ref.   |
| -------- | --------------- | ----------------------------------- | --------------------------- | --------- | ------ |
| 2018 рік | Нагороди Сатурн | Найкращий бойовик-трилер телесеріал | За законами вовків          | Номінація | [ 28 ] |

## Міжнародна трансляція
В Австралії та Індії він доступний на Netflix, нові епізоди додаються щотижня.
У Канаді шоу транслюється на каналі CTV Drama Channel, раніше відомому як Bravo, а всі сезони доступні на Netflix і Crave. Починаючи з четвертого сезону, епізоди транслювалися на Bravo у той самий час і день, що й оригінальні трансляції TNT. Французькою мовою шоу транслюється на Z. 
У Франції серіал транслюється на Warner TV з 8 лютого 2018 року. 
У Бразилії серіал доступний на StarzPlay і HBO Max. 
У Бельгії серіал доступний на Prime video 2022

## Синдикація
Усі епізоди з першого по п'ятий сезони доступні у США на Amazon Prime, а сезони з 1 по 6 — у Великій Британії. 

## Домашні медіа
Перший сезон вийшов у форматах DVD і Blu-ray 28 квітня 2017 року. Кожен містить закадрові сюжети та видалені сцени. Домашні медіа для випусків DVD перших двох сезонів були розповсюджені Warner Bros. Home Entertainment. Для сезону 3 лейбл Warner Archive Collection також випустив формат Blu-ray, починаючи з сезону 2, і почав випуск випусків DVD на вимогу для інших.